# Grošnica
Grošnica (em cirílico: Грошница) é uma vila da Sérvia localizada no município de Stanovo, pertencente ao distrito de Šumadija, na região de Šumadija. A sua população era de 1371 habitantes segundo o censo de 2011.

## Demografia
| 1948 | 1953 | 1961 | 1971 | 1981 | 1991 | 2002 | 2011 |
| ---- | ---- | ---- | ---- | ---- | ---- | ---- | ---- |
| 452  | 450  | 500  | 799  | 1083 | 1388 | 1280 | 1371 |